# روبرت دالي
روبرت دالي (بالإنجليزية: Robert Dale)‏ هو مصرفي وسياسي أمريكي، ولد في 1946. حزبياً، نشط في الحزب الجمهوري. وقد انتخب عضو مجلس نواب أركنساس.